# Rayman Raving Rabbids TV Party
Rayman Raving Rabbids TV Party – trzecia gra z serii o Szalonych Kórlikach i równocześnie ostatnia część, w której pojawia się Rayman. Gra została stworzona i wydana przez francuskie studio Ubisoft, jako ostatnia część trylogii. Rayman Raving Rabbids TV Party to jedyna gra w serii, w której do minigier wykorzystano Wii Balance Board.

## Fabuła
Gra zaczyna się pogonią Raymana i Kórlików. Kiedy Rayman dobiega do swojego domu, Kórliki zostają sposobem przeniesione przez piorun do anteny satelitarnej na dachu domu Raymana, a stamtąd do jego telewizora. W telewizji zmieniono ich styl z 3D na 2D, i od tego momentu zaczynają uprzykrzać życie głównemu bohaterowi – bawią się dźwiękiem, przełączają mu programy, włączają i wyłączają odbiornik w środku nocy. Raymanowi dodatkowo utrudnia wszystko fakt, że nawet wyciągnięcie wtyczki od kontaktu nic nie pomaga. Od tego momentu główny bohater będzie próbował pozbyć się naprzykrzających się Kórlików na różne sposoby, jednak żaden nie okazuje się wystarczająco dobry.

## Rozgrywka
Pomimo tytułu, Rayman pojawia się w grze tylko w cutscenkach. A całość opiera się wyłącznie na Kórlikach. Oprócz wykorzystania Wii Balance Board, przywrócono motyw z części drugiej przebierania Kórlika w różne ciuchy, czy zmienianie mu płci itp. Tak jak część pierwsza, prócz trybu gry wieloosobowej, jest także dostępny tryb Story.

## Nagrody
Rayman RR TV Party zostało nominowane w roku 2008 przez IGN do trzech nagród: „najlepszy dźwięk”, „najlepsza gra rodzinna” i „najlepsze wykorzystanie Wii Balance Board”.